# Legolas

Legolas A Gyűrűk Ura: A két torony című filmben, Orlando Bloom megformálásában

Legolas egy szereplő J. R. R. Tolkien A Gyűrűk Ura című regényében. Tünde, a Bakacsinerdő hercege, Thranduil (a Tündekirály) király fia. Legolas eredetéről és családjáról nagyon keveset tudhatunk meg a Tolkien-életműből. A Befejezetlen regék Númenorról és Középföldéről c. könyv egyik tanulmányából kiderült, hogy a tündék sinda ágából származik, annak ellenére, hogy a bakacsinerdei tündék az erdőtündék családjába sorolták magukat. Az erdőtündék a telerektől eredeztették magukat, így távoli rokonságban álltak a sindákkal.

## Nevének eredete
A név maga sinda eredetű (laeg = zöld, las(s) = levél, lomb), teljes formájában Legolas Thranduilion, ami azt jelenti 'Thranduil fia Zöldlevél'. Valószínűleg ebből ered a Zöldlombfi Legolas (Legolas Greenleaf) elnevezés, ahogyan Gandalf nevezi a tünde herceget a Gyűrűk Ura II. kötetében, de ez végeredményben a nevének megduplázása, hiszen csak a Legolas nevet ismétli fordításban, mintegy nyomatékosításként, felkiáltásként (a jelenetben Gandalf éppen visszatartani készül a tündét).

## Megjelenése
Legolas szeme és haja színére konkrét utalás sehol sem található a könyvben vagy Tolkien jegyzeteiben. Annyi bizonyos, hogy apjának, Thranduilnak 'aranyhaja' volt, így csak következtetni tudunk arra, hogy Legolas is szőke. Tolkien többször utal arra, hogy Legolasnak 'szép tünde-arca' van, ami 'emberi mértékkel mérve gyönyörű'. Keze 'hosszú, keskeny' és 'formás', szeme 'csillogó' és olyan 'éles', hogy három mérföldről képes megkülönböztetni egy pintyet a verébtől, vagy tizenöt mérföld távolságból képes pontosan százöt lovast megszámolni. Füle hosszú és hegyes – és kitűnő a hallása is. Legolas öltözéke zöld-barna, lábán nem visel csizmát, csak könnyű topánt. Járása annyira légies, hogy alig hagy nyomot a földön és a hóban. Lothlórienben ajándékként ő is egy tünde-köpenyt kap, amelyet a nyakánál ezüsttel erezett, zöld levelet formázó tű fog össze. Bakacsinerdei tündeíját is lecseréli Lórienben egy hosszabbra és vastagabbra, amelynek tündehajból készült a húrja. Az íjon és a puzdrán kívül övén hosszú, fehér kést visel. E fehér, finoman megmunkált tündekést A Gyűrűk Ura filmben kettőre cserélték, és Legolas a hátán viseli őket. A Helm-szurdoki csatában csillogó páncélba öltöztetik, sisakot és kerek pajzsot is kap, amelyet zöld, fehér és vörös drágakövek díszítenek.

## Élete
Oropher, Legolas nagyapja volt az, aki a másodkorban az Anduin keleti partján található Amon Lanc-ból egy maréknyi sindával északra költözött, és a Nősziromvölgyön túl alapított birodalmat. Oropher Mordor első ostrománál esett el, ekkor vette át tőle a trónt fia, Thranduil, aki nem más, mint Bakacsinerdő királya, Thranduil, a Hobbit c. regényben szereplő Tündérkirály és egyben Legolas apja. Így tehát Legolas Bakacsinerdő hercege. Édesanyjáról semmit sem tudni, ahogy testvéreiről sem, még azt sem, hogy voltak-e egyáltalán testvérei. 
Legolas az apját, Thranduil királyt képviselve érkezett Völgyzugolyba és vett részt a Tanácson, ahol elmondta, hogy a népére bízott Gollam, valószínűleg ork segítséggel, megszökött. A tanács a Gyűrű Szövetségének kilenc tagja közé választotta, a tündék képviseletében, hogy oltalmazza és segítse Frodót az úton. 
A farkasok támadásakor nagy segítséget jelentett íja és éles szeme, hogy elűzhessék a fenevadakat. Móriában a balrog támadásánál ő volt az egyetlen, Gandalfot leszámítva, aki tisztában volt vele, hogy mivel is állnak szemben. A varázsló 'halála' után feltétel nélkül elfogadta vezetőnek Aragornt. Örült, mikor Lórien földjére értek, az erdő határában a nyelve is megeredt, éneket mondott Nimródelről a pataknál. Gimlivel való ellenszenve itt erősödött fel leginkább, mikor az őrszemek be akarták kötni a törp szemét, aki természetesen tiltakozott. Végül valamennyien vakon tették meg az utat a birodalom szívéig. Lórienben állta Galadriel tekintetét, fogadta Celeborn köszöntését, azonban ideje nagy részét a lórieni tündékkel töltötte. Itt barátkozott össze Gimlivel is, az Aranyerdőt már egy csónakban evezve, barátokként hagyták el. Galadrieltől csodálatos íjat és tegezt kapott, és egy tanácsot, mely szerint óvakodjon a sirályok rikoltásától.
Az Anduinon megérezte a nazgul jelenlétét az égen, és ki is lőtte a lidérc alól hátasát. Frodó keresésére szintén Gimlivel indultak, az ork támadásban elesett Boromir siratójánál ő a déli égtájat énekelte meg. A Szövetség felbomlásakor Aragornnal és Gimlivel, a Trufát és Pippint elrabló orkok üldözésére indult. Éomer felettébb csodálkozott a tünde-törp barátságon, de Legolas kiállt Gimli mellett. A Fangorn-erdőben találkoztak Fehér Gandalffal. Visszatért társaival Edorasba, ahol csak nehezen vált meg a Galadrieltől kapott fegyverektől. Az embereknél kipihente magát, sőt feltűnően jókedvűen indult a Helm-szurdokba. Lovat kapott, Arodot, melyet tündemódra szőrén ült meg, az emberek legnagyobb bámulatára. Kürtvárnál versenyeztek Gimlivel, hogy melyikük végez több ellenséggel. Gimli egy orkkal nyert. A törpöt annyira lenyűgözték a helm-szurdoki barlangok, hogy feltétlenül meg akarta látogatni újra, akár népével együtt is. Legolassal elhatározták, hogy ha véget ér a háború, együtt járják be Fangorn erdejét és a Csillogó Barlangokat Kürtvár mellett.
A győztes csata után Vasudvardnak indultak, amit az entek már elpusztítottak. A tünde legnagyobb örömére ott találta életben és jóllakottan Pippint és Trufát, akik elmesélték kalandjaikat. Gimlivel együtt Aragornnal tartott Dúnhargba. A Holtak Ösvényén csak ő és a két Elrondfi voltak azok, akiknek szívét nem rágta a félelem. Mint Legolas mondta is, őt nem riasztják az emberek kísértetei. Aragornt követve Erechből Calembe érkezett, majd átkelt a Ringlón, aztán elérték a Linhirt, és Lebenninbe értek, ahol az ellenséget Pelargir felé űzték. Ott elfoglalták a flottát. (Ezekről az eseményekről csak később, Legolas beszámolójából értesültünk). A hajón meghallotta a sirályok hangját, és fájdalmasan felkiáltott, már tudta, mitől óvta az Úrnő, mert szívében felébredt a vágyakozás Nyugatra. Mint be is vallotta, többé nem lesz nyugodása Középföldén. Minas Tirith felszabadítása után Gimlivel bejárta a várost, ahol az emberek ámultak rajta, szépségén, ő azonban a kerteket hiányolta. A nyugati sereggel Mordorba ment, majd a morannori pusztaságban táboroztak le, ahol derekasan küzdött a reménytelen túlerő ellen. Frodó ébredése után Ithilia dombjain sétálva elmondta, hogy szívesen letelepedne ezen a földön népével. (Mint tudjuk, így is lett.)
Szauron pusztulása után Ithiliában koronázták meg a Királyt. Legolas pedig megszerette a vidéket, és úgy döntött, hogy népéből néhánnyal visszaköltözik a hűs erdőkbe, hogy boldog legyen a vidék. Majd Aragornnal visszatért Minas Tirithbe, s ott maradt egy darabig, mert a Király 'még a gondolatát is gyűlölte, hogy a szövetség felbomoljon'. Később, Elesszár király és Arwen esküvőjét követően, elment Gimlivel a helm-szurdoki Csillogó Barlangokba, majd visszatérve csak annyit mondott, hogy a látottakra csak egy törp találna szavakat. Azután, hogy adósságát letörlessze, elvitte Gimlit Fangornba, az entek erdejébe. Itt köszöntek el a társaságtól, majd északnak és keletnek indultak, és együtt hazatértek. Mikor Gimli délre költözött, hogy más törpökkel birtokba vegye a Csillogó Barlangokat, Legolas Ithiliába ment társaival, s ez a tartomány lett a legszebb a nyugatföldiek közül. Egészen a Király haláláig élt itt, majd akkor, utolsóként népéből, szürke hajót ácsolt, s Gimlivel elhajózott Nyugatra. 'E hajó távozásával ért véget Középföldén a Gyűrűszövetség
A Tolkien-életműben nincs utalás arra vonatkozólag, hogy Legolas családot alapított volna Középföldén. Sorsának további alakulásáról semmit sem tudunk.

## A filmekben
Peter Jackson Gyűrűk Ura-filmtrilógiájában, valamint a Hobbit-filmtrilógiájában Orlando Bloom alakítja Legolast (fontos tudnivaló, hogy a Hobbit könyvváltozatában említés sem esik Legolasról).